# Horní Ředice
Horní Ředice (en allemand : Ober Reditz) est une commune du district et de la région de Pardubice, en République tchèque. Sa population s'élevait à 1 070 habitants en 2024.

## Géographie
Horní Ředice se trouve à 3 km au nord-ouest du centre de Holice, à 14 km à l'est-nord-est de Pardubice, à 18 km au sud-sud-est de Hradec Králové et à 109 km à l'est de Prague.
La commune est limitée par Chvojenec et Vysoké Chvojno au nord, par Holice à l'est, par Dolní Roveň au sud, et par Dolní Ředice à l'ouest.

## Histoire
La première mention écrite du village date de 1336.

## Galerie

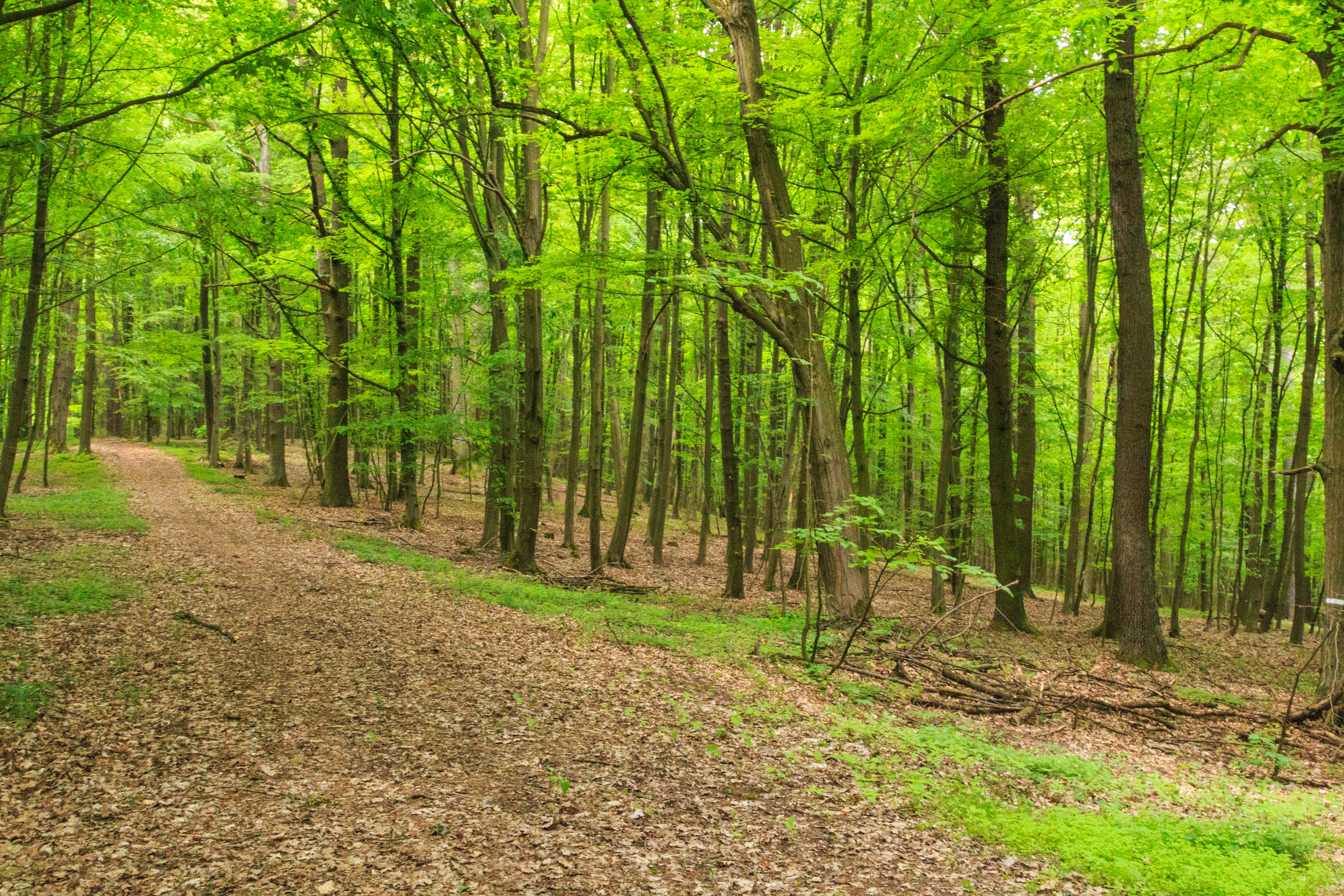
Zone naturelle protégée de Žernov.
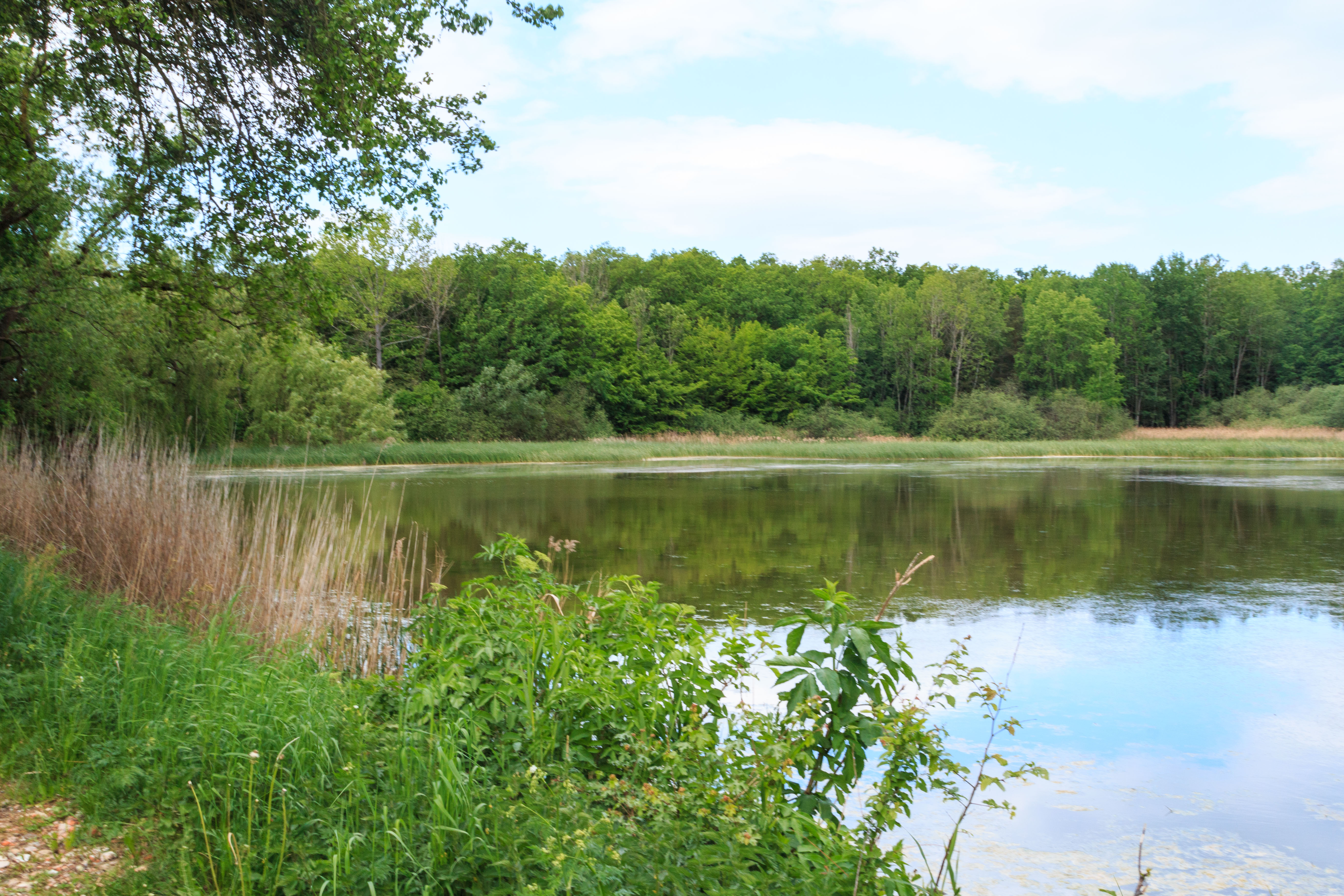
Étang de Mordýř.

## Transports
Par la route, Horní Ředice se trouve à 2,5 km du centre de Holice, à 15 km de Pardubice et à 138 km de Prague.

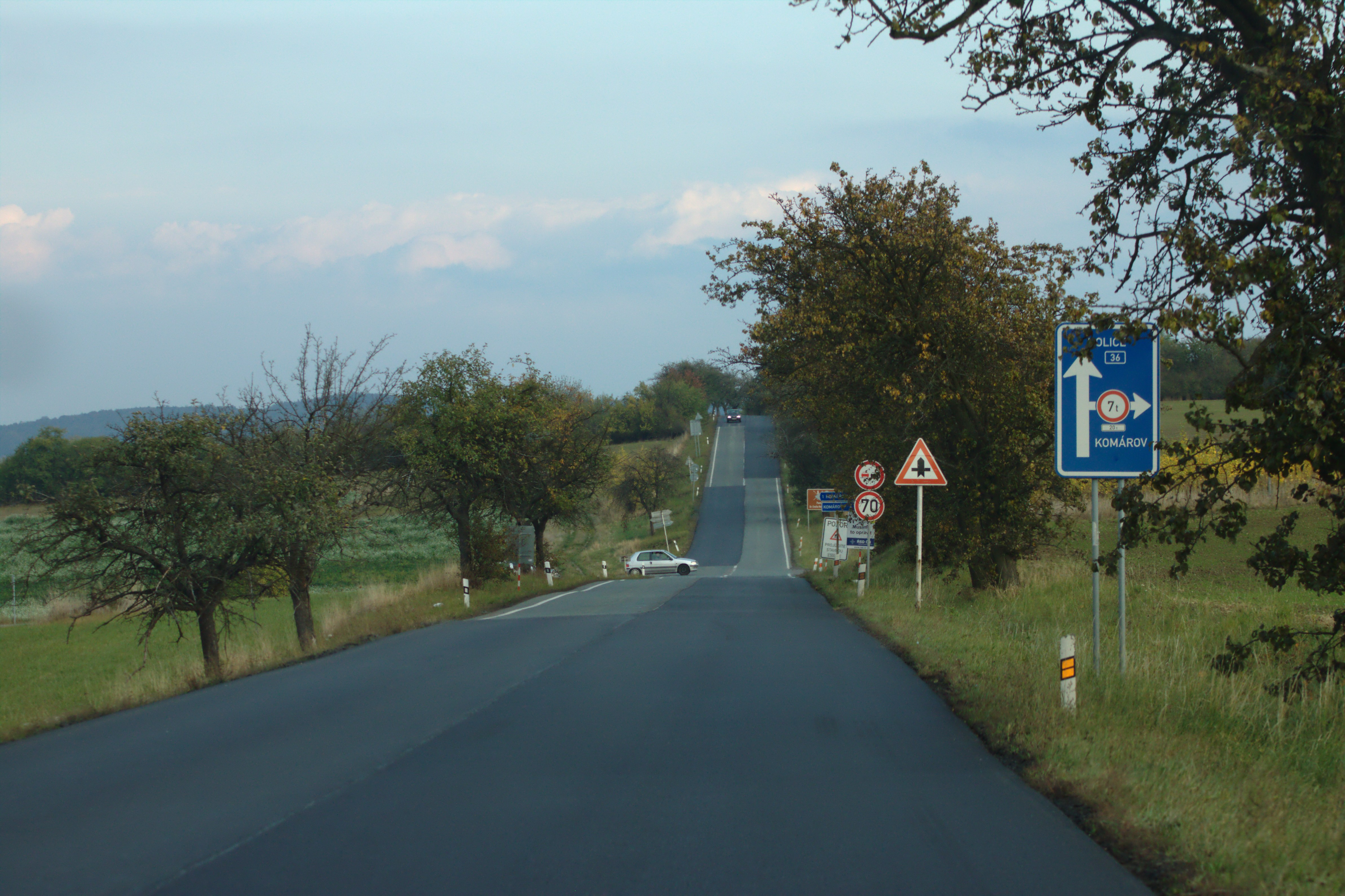
La route I/36 près de Horní Ředice.